# Illa de Zacint
Zacint (grec: Ζάκυνθος, Zàkynthos; en italià Zante) és una illa del grup de les illes Jòniques que conforma una prefectura de Grècia. La capital és la ciutat de Zacint, també anomenada Khora ('vila'), i té uns 15.000 habitants. L'illa i prefectura té una població de 42.000 persones (102 h/km²) i uns 409 km². La seva línia costanera mesura 123 km i mesura uns 40 km de llarg i 20 d'ample. El seu punt més alt és el Vrakhionas, de 758 metres.
El seu heroi epònim és Zacint, fill del llegendari cap d'Arcàdia Dàrdan. Zacint és una de les 74 unitats perifèriques de Grècia, i correspon a l'antiga prefectura de Zacint.

## Economia i clima
L'illa es compon de planes fèrtils al sud i a l'est i muntanyes a l'oest. El clima és mediterrani amb pluges principalment a la tardor. Vegetació densa. Produeix oli, raïm i cítrics. L'illa té aeroport que es diu Aeroport de Dioníssios Solomós i està situat al sud-oest. També al sud-oest hi ha el parc nacional marí de l'illa de Zante amb les famoses tortugues de l'illa, les Caretta caretta una espècie en perill d'extinció que es troba principalment a la Badia de Laganas. És famós el raïm dolç de l'illa.

## Municipis
D'ençà de la reforma del programa Cal·lícrates el 2011, Zacint constitueix una unitat perifèrica formada per un sol municipi, amb seu a la vila de Zacint. Anteriorment, Zacint tenia sis municipis (grec: δήμοι, dimi o dems), que actualment conformen unitats municipals (grec: δημοτικές ενότητες, dimotikés enótites): Alykes, Arkadioi, Artemisia, Elatia i Laganàs.

### Vila de Zacint

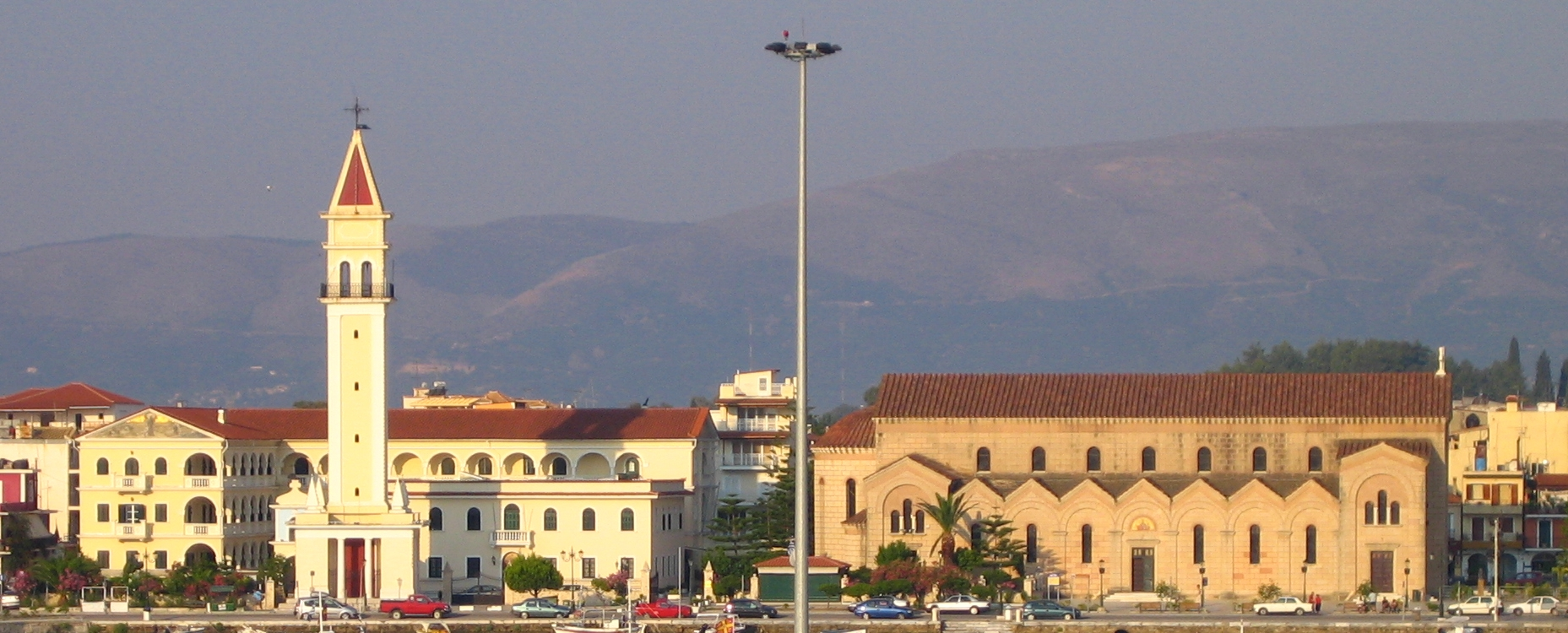
Vila de Zacint

La vila de Zacint és a la costa oriental. No té restes de l'antiga ciutat excepte algunes columnes i inscripcions. És a una badia semicircular. L'acròpoli era al lloc on després es va construir el castell venecià que encara hi és.

## Història
Segons el mite, el nom original de l'illa hauria estat Híria, i hauria rebut el de Zacint per l'arribada de Zacint, el fill de Dàrdan, procedent de Psofis (Arcàdia), fundador de la polis de Zacint, l'acròpoli de la qual era anomenada Psofis. No obstant això, Tucídides diu que l'illa fou colonitzada pels aqueus del Peloponnès al segon mil·lenni abans de Crist. La tradició diu que la ciutat va fundar, abans de la guerra de Troia, una colònia al País Valencià, la ciutat de Sagunt, en col·laboració amb el rútuls d'Ardea, però es tracta d'un simple mite causat per la semblança entre el nom de Zacint i nom que els grecs donaven a Sagunt, Zacant.
Els habitants de Zacint foren hostils als lacedemonis, i alguns fugitius d'Esparta es van refugiar a Zacint. A la guerra del Peloponès l'illa fou aliada d'Atenes i el 430 aC els espartans van atacar la ciutat. Poc temps després els atenencs la van fer servir de base naval en la seva expedició a Pilos. El 415 aC foren aliats dels atenencs en l'expedició a Sicília. Després de la guerra del Peloponès l'illa va ser aliada d'Esparta (404-373 aC); el 374 aC Timoteu, comandant atenenc, de retorn de Corcira, va deixar alguns exiliats de Zacint que van establir un lloc fortificat per lluitar contra el govern proespartà que va demanar ajut a Espartà que va enviar una flota de 25 vaixells a Zacint, però no va poder impedir la presa del poder pels demòcrates. L'illa va ajudar a Dió en la seva expedició a Siracusa per expulsar al tirà Dionís (357 aC).
Va caure sota domini de Macedònia vers el 217 aC, amb el rei Filip V de Macedònia. El 211 aC el pretor romà Valeri Leví va ocupar la ciutat de Zacint amb excepció de la ciutadella però for retornada a Macedònia. El 208 aC va ser inclosa a Atamània sota el govern conjunt de Filip de Megalòpolis i Hièrocles d'Agrigent que va durar fins al 191 aC en què es va integrar a la Lliga Aquea, però els macedonis la van cedir llavors a Roma. Duran les guerres mitridàtiques fou atacada pel general Arquelau, que fou rebutjat.
Va pertànyer a l'Imperi Romà i després a l'Imperi Romà d'Orient. El 1185 fou ocupada pel pirata Margaritone de Brindisi, al servei dels normands de Sicília però nascut a l'illa. El 1194 l'emperador Enric IV va ocupar Nàpols i Margaritone, que des del 1192 havia estat nomenat comte de Malta, fou empresonat. Enric IV va reconèixer la sobirania de Zante (i Cefalònia) l'Imperi Romà d'Orient, però la possessió de l'illa (i de Cefalònia i Corfú) fou conservada pels gendres de Margaritone (a Cefalònia i Zante per Ricard Orsini i a Corfú per Leone Vetrano). Els Orsini foren reconeguts el 1205 com a comtes de Cefalònia i senyors de Zante al caure l'Imperi com a feudataris de Venècia, i es van imposar després de lluitar amb un pretendent feudatari de l'Imperi LLatí el 1224. Després foren dèspotes de l'Epir, i el 1324 Margarita Orsini va rebre la meitat de la senyoria de l'illa en feu de Nàpols i el 1328 el seu marit Guillem II Tocco (un noble napolità amb qui s'havia casat vers el 1311) en va rebre la investidura per dret uxori i va governar l'illa fins al 1357; el 1358 a la mort de Nicèfor II de l'Epir (fill de Joan II Orsini, que tenia l'altra meitat de Zante i tota Cefalònia) els seus drets van passar a Lleonard I Tocco, fill de Guillem II i de Margarita. El 1386 l'alta sobirania va retornar a Venècia i els Tocco van continuar com a senyors amb Carles I Tocco (1381-1429), Carles II Tocco (1429-1448), Lleonard III Tocco (1448-1479, sota regència de la mare del 1448 al 1460) i Antoni Tocco (1481-1485), menys des del 1479 al 1481 en què fou ocupada pels otomans. Venècia va annexionar l'illa i la va dominar després del 1485 pagant un tribut anual al sultà per Zante i Cefalònia, que es va satisfer fins al 1699. En aquestos anys va patir algunes incursiosn navals otomanes, destacant al segle xvi les dirigides per Khayr al-Din Pasha, Torghud Pasha i Uludj Ali. Els illenca van participar en la batalla de Lepant (1571). El 1770 foren instigats a revoltar-se pels russos.
Del 1797 al 1799 fou ocupada per França a la que havia estat cedida pel Tractat de pau de Campo Formio el 17 d'octubre de 1797 i fou inclosa (7 de novembre de 1797) al departament de la Mar Egea (que incloïa també les illes de Citera, Stofades, i Karaiskakis). El 23 d'octubre de 1798 fou ocupada pels russos amb suport dels otomans. El cap local Antoni Martinegos va assolir el control de l'illa i quant es va proclamar la república de les Set Illes sota protecció conjunta de russos i otomans (2 d'abril del 1800), no la va voler reconèixer i va romandre rebel a l'illa fins al 1807. El 20 de juliol de 1807 l'illa, junt amb les altres illes Jòniques i els ports continentals, fou cedida a França que la va annexionar el 13 de setembre de 1807 i el 8 d'octubre de 1809 la va unir a les Províncies Il·líriques. El 16 d'octubre de 1809 els britànics van ocupar Zante i després les altres illes (1809-1810) i el 5 de novembre de 1815 es va proclamar la República de les Set Illes sota protectorat dels poders i de facto protectorat britànic.
L'illa va participar en la guerra de la independència grega durant la qual fou una base dels patriotes. Com la resta de les illes Jòniques va passar a Grècia l'1 de juny de 1864 per cessió de la Gran Bretanya. Fou ocupada pels italians el 28 de març de 1941, als que van substituir els alemanys el 8 de setembre de 1943, que van abandonar l'illa el 12 d'octubre de 1944.
Fou parcialment destruïda per un terratrèmol el 12 d'agost de 1953. Terratrèmols de menys intensitat es van produir l'abril de 2006.

### Senyors de Zante
| - Margaritone de Brindisi 1185-1194 (feu de Sicília) - Ricard Orsini, regent 1194-vers 1203 (feu romà d'Orient) - Mateu I Orsini 1194/1203-1238 (feu romà d'Orient 1205, feu venecià des 1224) - Regència (probablement Anna Àngela) 1238-1260 - Ricard I Orsini 1238/1260-7 d'abril de 1304 (fill de Mateu) - Joan I Orsini 1304-1317 (després Joan I Àngel-Comnè) (fill, associat 1303-1304) | - Nicolau I Orsini 1317-1323 (fill) - Joan II Orsini 1323-1324, i la meitat 1324-1335 - a Nàpols 1324-1325 - Margarita Orsini 1325-1328 (la meitat, feu napolità) - Guillem II Tocco 1328-1357 (la meitat, feu napolità) - Nicèfor II Àngel-Comnè 1335-1358 (la meitat) - Lleonard I Tocco 1358-1381 (fill de Guillem II Tocco) - Carles I Tocco 1381-1429 (sota sobirania de Venècia des el 1386) (fill) | - Lleonard II Tocco (germà) associat 1414 - Carles II Tocco 1429-1448 (fill de Lleonard II i fill adoptiu de Carles I) - Raimondina Ventimiglia, regent 1448-1460 - Lleonard III Tocco 1460-1479 - Ocupació turca 1479-1481 - Antoni Tocco 1481-1485 - A Venècia 1485 |

### Proveditori venecians (governadors) de Zante
| - Niccolò Foscolo 1698 - 1701 - Constantino Michieli 1701 - 1703 - Giambattista Lippomano 1703 - 1704 - Niccolò Bono 1704 - 1706 - Andrea Bono 1706 - 1708 - Marino da Pesaro 1708 - 1710 - Pietro Bragadino 1710 - 1712 - Vettore Capello 1712 - 1714 - Girolamo Donato 1714 - 1716 - Lucio Da Riva 1716 - 1718 - Pietro Zambelli 1718 - 1720 - Antonio Bembo 1720 - 1722 | - Barbarigo Balbi 1722 - 1724 - Andrea Marcello 1724 - 1726 - Marcantonio Dolfin 1726 - 1729 - Almoro-Cesare Tiepolo 1729 - 1731 - Filippo Boldú 1731 - 1733 - Girolamo Minotto 1733 - 1734 - Giovanni Pasqualigo 1734 - 1737 - Pietro Donato 1737 - 1740 - Pietro Quirini 1740 - 1742 - Giorgio Bembo 1742 - 1744 - Enrico Dandolo 1744 - 1746 - Nicolò Bembo 1746 - 1748 | - Gianfrancesco Da Molin 1748 - 1750 - Bertuccio Falier 1750 - 1752 - Francesco-Maria Grimani 1752 - 1755 - Nicolò Balbi 1755 - 1757 - Luigi Zeno 1757 - 1759 - Andrea Marin 1759 - 1761 - Francesco Manolesso 1761 - 1763 - Giovani Doro 1763 - 1766 - Girolamo Donato 1766 - 1768 - Claudio Gherardini 1768 - 1770 - Marcantonio Trevesano 1770 - 1772 - Francesco Pasqualigo 1772 - 1774 | - Nicolò Minio 1774 - 1777 - Girolamo Bader 1777 - 1779 - Iseppo Diedo 1779 - 1781 - Marco Giorgio 1781 - 1783 - Giovanni Pasqualigo 1783 - 1785 - Ferigo Morosini 1785 - 1787 - Gianfrancesco Manolesso 1787 - 1789 - Paolo Paruta 1789 - 1792 - Luigi Duodo 1792 - 1794 - Glovan-Marco Balbi 1794 - 1796 - Francesco Bragadino 1796 - juliol de 1797 |

## Personatges i llocs d'interès

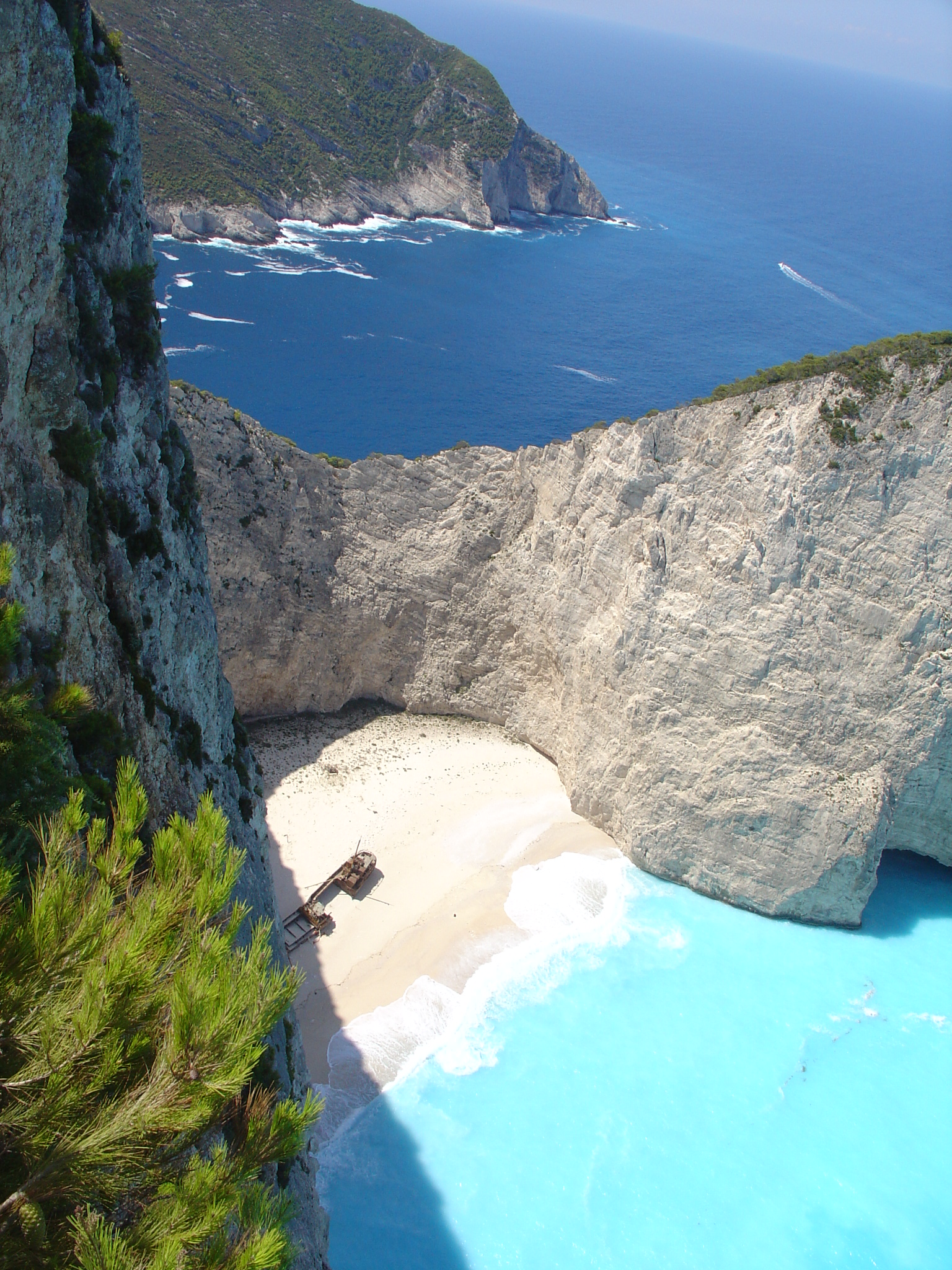
Navàguio

El personatge més important de l'illa és el poeta del segle xix Dioníssios Solomós, el principal dels moderns poetes grecs i autor de l'himne nacional. També hi va néixer Ioannis Focas. Altres personatges rellevants de l'illa són Ugo Foscolo i Andreas Kalvos.
Els punts principals d'interès són la badia Navàguio (naufragi), el cap Skinari i la cova blava. A la part muntanyosa, des d'Anafontria, hi ha una esplèndida vista, amb un monestir proper. La vila muntanyenca de Keri, al sud, té un far. Les millors platges són Porto Limnionas, Porto Vromi i Porto Zoro. A l'illa es dona un fenomen natural que són uns pous o fonts dels que surt aigua gasificada a pressió. Són a uns 20 km de la capital a la Badia de Chieri a una vall humida. Es tracta de dues fonts, d'una de les quals brolla l'aigua amb bombolles, mentre que de l'altra no surt igual, però té la terra cremada a la rodalia i deixa rastres en caminar-hi. Hi ha a l'illa altres fonts minerals, prova del seu origen volcànic.